# Шимбарк (Малопольське воєводство)
Шимбарк (пол. Szymbark) — лемківське село в Польщі, у гміні Горлиці Горлицького повіту Малопольського воєводства. Населення — 3133 особи (2011).

## Розташування
Лежить у Низькому Бескиді, в долині річки Ропа.
Через село пролягає загальнодержавна дорога № 28 Затор-Медика.
Від села 7 км до адміністративного центру повіту — міста Горлиці і 97 км до центру воєводства — міста Краків.

## Назва
Спершу називалося Шайнберг (Scheinberg — нім. світлий замок), потім — Шенберг (Schoenberg — гарний замок).

## Історія

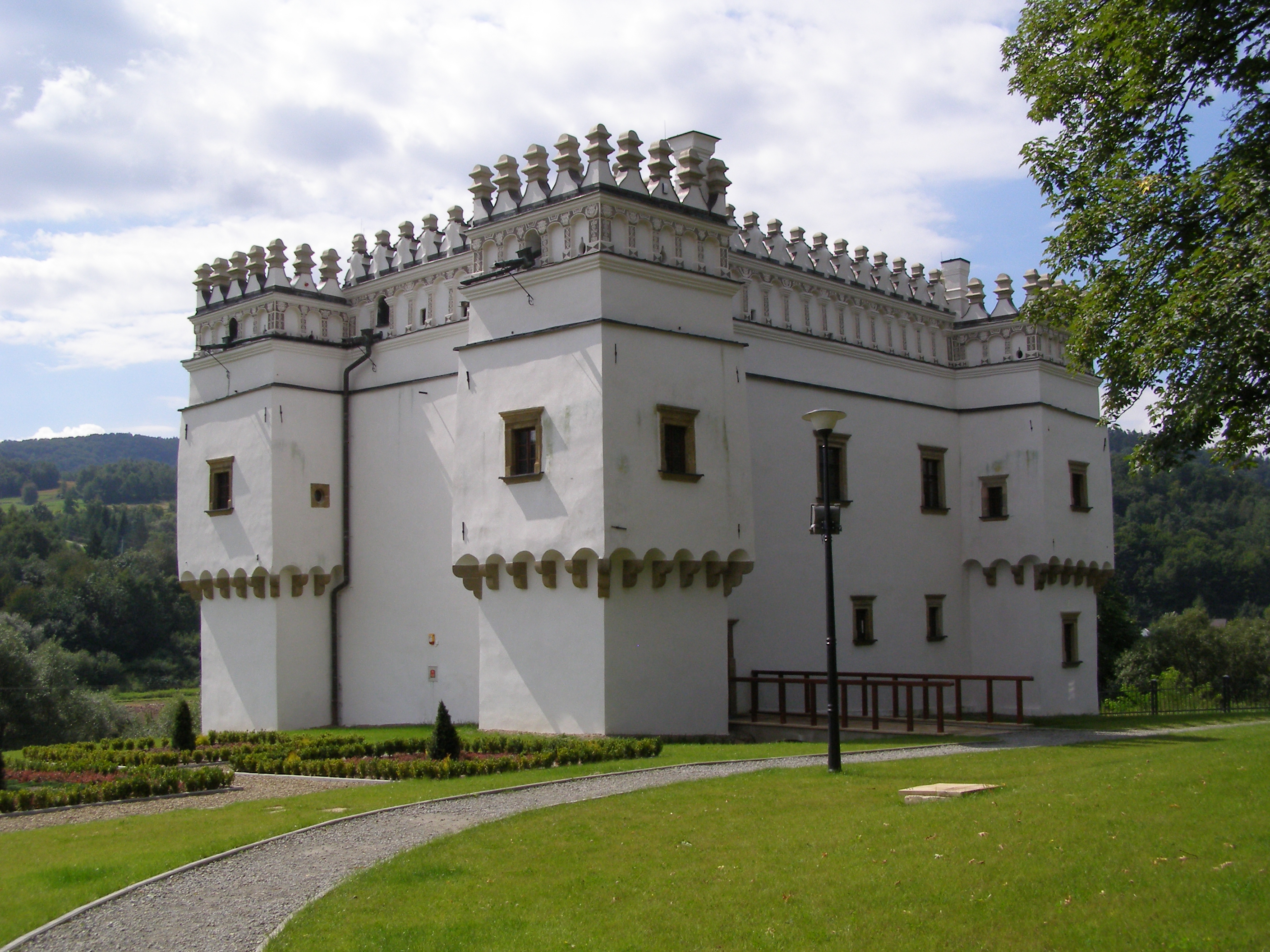
Замок Гладишів

Шимбарк згадується в 1316 р. як власність Гладишів, був фортецею (лат. oppidum, давньоукраїнською — город) у їхній власності до 1611 р., довкола фортеці з роками розросталось місто.
У роки Першої світової війни було прифронтовим запіллям, про що свідчать три військові цвинтарі на території Шимбарка — № 73, № 74, № 75.
До 1945 р. була греко-католицька парохія Горлицького деканату (парохіяльна церква була в присілку Долини), до якої належали містечко, а також присілки Долини (чисто український присілок, віддалений на 2 км), Шклярки (українсько-польський присілок, віддалений на 2 км) і Над'їзд (на 3 км) та місто Горлиці (за 7 км). В 1936 р. на території парохії налічувалось 430 парохіян (греко-католиків), також проживали 3820 римо-католиків і 20 сектантів-суботників. Після Другої світової війни частину лемків вивезли в СРСР, а решту під час операції «Вісла» депортували на понімецькі землі.
У 1975—1998 роках село належало до Новосондецького воєводства.

## Демографія
Демографічна структура станом на 31 березня 2011 року:
|          | Загалом | Допрацездатний вік | Працездатний вік | Постпрацездатний вік |
| -------- | ------- | ------------------ | ---------------- | -------------------- |
| Чоловіки | 1582    | 400                | 1026             | 156                  |
| Жінки    | 1551    | 358                | 863              | 330                  |
| Разом    | 3133    | 758                | 1889             | 486                  |

## Місцеві пам'ятки
- Замок Гладишів 1540 р.
- Греко-католицька церква Рожд. Пр. Богородиці (у присілку Долини), 1821 року, дерев'яна.
- Костел св. Войцеха 1782 р.
- 3 військові кладовища з Першої світової війни: № 73, № 74, № 75.
- Філія Горлицького музею Карвацянів і Гладишів.